# Eduard Naprávnik
Eduard Francevič Naprávnik (em russo : Эдуа́рд Фра́нцевич Напра́вник; 24 de agosto de 1839 - 10 de novembro de 1916) foi um maestro e compositor tcheco. Naprávnik se estabeleceu na Rússia e é mais conhecido por seu papel de liderança na vida musical local, como o principal regente por muitas décadas do Teatro Imperial Mariinski em São Petersburgo. Nesse posto, ele conduziu as estreias de muitas óperas de compositores russos, incluindo Mussorgski, Tchaikovski e Rimski-Korsakov. 

## Origens
Naprávnik nasceu em Býšť, no Reino da Boémia, em 1839. Seus estudos de música foram precariamente irregulares quando criança, sendo filho de um professor pobre. Órfão em 1853, aos 14 anos, ele primeiro trabalhou como organista da igreja local. Em 1854, ele ingressou na Escola de Órgão de Praga, onde estudou com Jan Bedřich Kittl e eventualmente tornou-se professor assistente, graças em parte à generosidade de Kittl, que permitiu que ele continuasse seus estudos. Em 1861, ele trabalhou na Rússia pela primeira vez como regente da orquestra privada do Príncipe Iusupov, em São Petersburgo. 

## Carreira
Naprávnik tornou-se organista e regente assistente nos teatros imperiais em 1863, segundo maestro em 1867, e regente-chefe, sucedendo Liadov, em 1869, ocupando o cargo até sua morte. Ele liderou as primeiras apresentações de Boris Godunov em 1874, conduziu cinco óperas de Piotr Ilitch Tchaikovski, incluindo A Dama de Orleans, Mazeppa e A Rainha de Espadas, e cinco de Nikolai Rimski-Korsakov, incluindo a Noite de Maio, A Donzela de Neve e Véspera de Natal. Ele também conduziu concertos da Sociedade Musical Russa. Em 1914, após uma carreira produtiva a serviço da ópera russa, ele foi forçado a se aposentar devido a problemas de saúde. 
Em novembro de 1875, Naprávnik realizou a primeira apresentação na Rússia do Primeiro Concerto para Piano de Tchaikovski, com Gustav Kross como solista (cujo papel foi descrito pelo compositor como "uma cacofonia atroz"). Naprávnik também é conhecido por liderar a segunda - e esmagadoramente persuasiva - performance da sinfonia de Pathétique de Tchaikovsky em 6/18 de novembro de 1893, doze dias após a morte do compositor. A estreia, sob a batuta do compositor, não se saiu tão bem, em parte devido à falta de familiaridade da plateia e da orquestra com uma obra que continha tantas novidades, em termos composicionais, e em parte devido à condução de Tchaikovski ( embora Rimski-Korsakov tenha protestado após a segunda apresentação, em sua autobiografia, que a primeira apresentação também foi bem recebida sob a batuta de seu criador). Sob o bastão de Naprávnik, no entanto, e sob a influência solene da morte repentina de Tchaikovski, a obra foi vista como uma obra-prima com uma mensagem emocional avassaladora. Ele incluiu algumas pequenas correções que Tchaikovski fez após a estreia, e foi, portanto, a primeira apresentação do trabalho na forma exata em que é conhecido hoje.
Das quatro óperas de Naprávnik, a mais bem-sucedida foi Dubrovski (1894, encenada em 1895), escrita para um libreto russo por Modest Tchaikovski, baseado em uma história de Alexander Pushkin. 
Ele morreu em Petrogrado em 1916. Em maio de 1917, sua família foi para o exterior e acabou se estabelecendo na Bélgica. 
Sua esposa era a cantora Olga Shrioder (em russo: Ольга Эдуардовна Шрёдер). 

## Legado
- Uma escola na aldeia de Býšť ostenta o nome de Naprávnik.
- Seu filho Vladimir publicou um livro sobre a vida de seu pai, Eduard Frantsovich Napravnik i ego sovremenniki (ISBN 5-7140-0412-4)